# Liste der Kulturdenkmale in Berlin-Plänterwald

Lage von Plänterwald in Berlin

In der Liste der Kulturdenkmale von Plänterwald sind die Kulturdenkmale des Berliner Ortsteils Plänterwald im Bezirk Treptow-Köpenick aufgeführt.

## Denkmalbereiche (Ensembles)
| Nr.      | Lage | Offizielle Bezeichnung | Beschreibung                                                                                | Bild                                |
| -------- | --- | --- | ------------------------------------------------------------------------------------------- | ----------------------------------- |
| 09020263 | Am Treptower Park 16–21, 24–25, 27–39, 40/42, 43–50 Hans-Thoma-Straße 1 Herkomerstraße 6, 12 Karpfenteichstraße 1 Moosdorfstraße 1–14 Puderstraße 1, 24 Rethelstraße 1, 10 (Lage) | Herrschaftliche Mietshäuser am Treptower Park Gesamtanlagen siehe: Am Treptower Park 28–30 Moosdorfstraße 3–14 Baudenkmale siehe: Am Treptower Park 17; 31; 32–33; 36; 43; 44; 45–46; 47; 48 | Weitere Bestandteile des Ensembles:                                                         | Weitere Bestandteile des Ensembles: |
| 09020263 | Am Treptower Park 16–21, 24–25, 27–39, 40/42, 43–50 Hans-Thoma-Straße 1 Herkomerstraße 6, 12 Karpfenteichstraße 1 Moosdorfstraße 1–14 Puderstraße 1, 24 Rethelstraße 1, 10 (Lage) | Herrschaftliche Mietshäuser am Treptower Park Gesamtanlagen siehe: Am Treptower Park 28–30 Moosdorfstraße 3–14 Baudenkmale siehe: Am Treptower Park 17; 31; 32–33; 36; 43; 44; 45–46; 47; 48 | 09020264 – Am Treptower Park 16, Mietshaus, 1927–1928                                       |                                     |
| 09020263 | Am Treptower Park 16–21, 24–25, 27–39, 40/42, 43–50 Hans-Thoma-Straße 1 Herkomerstraße 6, 12 Karpfenteichstraße 1 Moosdorfstraße 1–14 Puderstraße 1, 24 Rethelstraße 1, 10 (Lage) | Herrschaftliche Mietshäuser am Treptower Park Gesamtanlagen siehe: Am Treptower Park 28–30 Moosdorfstraße 3–14 Baudenkmale siehe: Am Treptower Park 17; 31; 32–33; 36; 43; 44; 45–46; 47; 48 | 09020265 – Am Treptower Park 18, Mietshaus, 1926–1927 von Lohmüller, Korschelt, Renker (?)  |                                     |
| 09020263 | Am Treptower Park 16–21, 24–25, 27–39, 40/42, 43–50 Hans-Thoma-Straße 1 Herkomerstraße 6, 12 Karpfenteichstraße 1 Moosdorfstraße 1–14 Puderstraße 1, 24 Rethelstraße 1, 10 (Lage) | Herrschaftliche Mietshäuser am Treptower Park Gesamtanlagen siehe: Am Treptower Park 28–30 Moosdorfstraße 3–14 Baudenkmale siehe: Am Treptower Park 17; 31; 32–33; 36; 43; 44; 45–46; 47; 48 | 09020225 – Am Treptower Park 19–20A, Mietshaus, um 1950                                     |                                     |
| 09020263 | Am Treptower Park 16–21, 24–25, 27–39, 40/42, 43–50 Hans-Thoma-Straße 1 Herkomerstraße 6, 12 Karpfenteichstraße 1 Moosdorfstraße 1–14 Puderstraße 1, 24 Rethelstraße 1, 10 (Lage) | Herrschaftliche Mietshäuser am Treptower Park Gesamtanlagen siehe: Am Treptower Park 28–30 Moosdorfstraße 3–14 Baudenkmale siehe: Am Treptower Park 17; 31; 32–33; 36; 43; 44; 45–46; 47; 48 | 09020245 – Am Treptower Park 21 / Moosdorfstraße 1–2, Mietshaus, 1907–1908 von E. Millauer  |                                     |
| 09020263 | Am Treptower Park 16–21, 24–25, 27–39, 40/42, 43–50 Hans-Thoma-Straße 1 Herkomerstraße 6, 12 Karpfenteichstraße 1 Moosdorfstraße 1–14 Puderstraße 1, 24 Rethelstraße 1, 10 (Lage) | Herrschaftliche Mietshäuser am Treptower Park Gesamtanlagen siehe: Am Treptower Park 28–30 Moosdorfstraße 3–14 Baudenkmale siehe: Am Treptower Park 17; 31; 32–33; 36; 43; 44; 45–46; 47; 48 | 09020345 – Am Treptower Park 25, Mietshaus, um 1950                                         |                                     |
| 09020263 | Am Treptower Park 16–21, 24–25, 27–39, 40/42, 43–50 Hans-Thoma-Straße 1 Herkomerstraße 6, 12 Karpfenteichstraße 1 Moosdorfstraße 1–14 Puderstraße 1, 24 Rethelstraße 1, 10 (Lage) | Herrschaftliche Mietshäuser am Treptower Park Gesamtanlagen siehe: Am Treptower Park 28–30 Moosdorfstraße 3–14 Baudenkmale siehe: Am Treptower Park 17; 31; 32–33; 36; 43; 44; 45–46; 47; 48 | 09020266 – Am Treptower Park 27 / Hans-Thoma-Straße 1, Mietshaus, 1911 von Rossius & Reuter |                                     |
| 09020263 | Am Treptower Park 16–21, 24–25, 27–39, 40/42, 43–50 Hans-Thoma-Straße 1 Herkomerstraße 6, 12 Karpfenteichstraße 1 Moosdorfstraße 1–14 Puderstraße 1, 24 Rethelstraße 1, 10 (Lage) | Herrschaftliche Mietshäuser am Treptower Park Gesamtanlagen siehe: Am Treptower Park 28–30 Moosdorfstraße 3–14 Baudenkmale siehe: Am Treptower Park 17; 31; 32–33; 36; 43; 44; 45–46; 47; 48 | 09020325 – Am Treptower Park 37 / Puderstraße 24, Mietshaus, um 1910                        |                                     |
| 09020263 | Am Treptower Park 16–21, 24–25, 27–39, 40/42, 43–50 Hans-Thoma-Straße 1 Herkomerstraße 6, 12 Karpfenteichstraße 1 Moosdorfstraße 1–14 Puderstraße 1, 24 Rethelstraße 1, 10 (Lage) | Herrschaftliche Mietshäuser am Treptower Park Gesamtanlagen siehe: Am Treptower Park 28–30 Moosdorfstraße 3–14 Baudenkmale siehe: Am Treptower Park 17; 31; 32–33; 36; 43; 44; 45–46; 47; 48 | 09020270 – Am Treptower Park 38, Mietshaus, 1907–1910                                       |                                     |
| 09020263 | Am Treptower Park 16–21, 24–25, 27–39, 40/42, 43–50 Hans-Thoma-Straße 1 Herkomerstraße 6, 12 Karpfenteichstraße 1 Moosdorfstraße 1–14 Puderstraße 1, 24 Rethelstraße 1, 10 (Lage) | Herrschaftliche Mietshäuser am Treptower Park Gesamtanlagen siehe: Am Treptower Park 28–30 Moosdorfstraße 3–14 Baudenkmale siehe: Am Treptower Park 17; 31; 32–33; 36; 43; 44; 45–46; 47; 48 | 09020271 – Am Treptower Park 39, Mietshaus, 1907–1910                                       |                                     |
| 09020263 | Am Treptower Park 16–21, 24–25, 27–39, 40/42, 43–50 Hans-Thoma-Straße 1 Herkomerstraße 6, 12 Karpfenteichstraße 1 Moosdorfstraße 1–14 Puderstraße 1, 24 Rethelstraße 1, 10 (Lage) | Herrschaftliche Mietshäuser am Treptower Park Gesamtanlagen siehe: Am Treptower Park 28–30 Moosdorfstraße 3–14 Baudenkmale siehe: Am Treptower Park 17; 31; 32–33; 36; 43; 44; 45–46; 47; 48 | 09020274 – Am Treptower Park 49, Mietshaus, um 1910                                         |                                     |
| 09020263 | Am Treptower Park 16–21, 24–25, 27–39, 40/42, 43–50 Hans-Thoma-Straße 1 Herkomerstraße 6, 12 Karpfenteichstraße 1 Moosdorfstraße 1–14 Puderstraße 1, 24 Rethelstraße 1, 10 (Lage) | Herrschaftliche Mietshäuser am Treptower Park Gesamtanlagen siehe: Am Treptower Park 28–30 Moosdorfstraße 3–14 Baudenkmale siehe: Am Treptower Park 17; 31; 32–33; 36; 43; 44; 45–46; 47; 48 | 09020347 – Am Treptower Park 50 / Karpfenteichstraße 1, Mietshaus, um 1910                  |                                     |
| 09020263 | Am Treptower Park 16–21, 24–25, 27–39, 40/42, 43–50 Hans-Thoma-Straße 1 Herkomerstraße 6, 12 Karpfenteichstraße 1 Moosdorfstraße 1–14 Puderstraße 1, 24 Rethelstraße 1, 10 (Lage) | Herrschaftliche Mietshäuser am Treptower Park Gesamtanlagen siehe: Am Treptower Park 28–30 Moosdorfstraße 3–14 Baudenkmale siehe: Am Treptower Park 17; 31; 32–33; 36; 43; 44; 45–46; 47; 48 | Nicht konstituierender Bestandteil des Ensembles: Am Treptower Park 40/42                   |                                     |

## Denkmalbereiche (Gesamtanlagen)
| Nr.      | Lage                                                         | Offizielle Bezeichnung                                                                        | Beschreibung                                     | Bild |
| -------- | ------------------------------------------------------------ | --------------------------------------------------------------------------------------------- | ------------------------------------------------ | ---- |
| 09020312 | Am Treptower Park 28–30 Herkomerstraße 6 (Lage)              | Elektrizitäts-Aktiengesellschaft Schuckert & Co. Bestandteil des Ensembles: Am Treptower Park | Hauptgebäude, 1893                               |      |
| 09020312 | Am Treptower Park 28–30 Herkomerstraße 6 (Lage)              | Elektrizitäts-Aktiengesellschaft Schuckert & Co. Bestandteil des Ensembles: Am Treptower Park | Maschinenhaus, 1983                              |      |
| 09020312 | Am Treptower Park 28–30 Herkomerstraße 6 (Lage)              | Elektrizitäts-Aktiengesellschaft Schuckert & Co. Bestandteil des Ensembles: Am Treptower Park | Lagerhaus, 1894                                  |      |
| 09020312 | Am Treptower Park 28–30 Herkomerstraße 6 (Lage)              | Elektrizitäts-Aktiengesellschaft Schuckert & Co. Bestandteil des Ensembles: Am Treptower Park | Lagerschuppen, 1894                              |      |
| 09020312 | Am Treptower Park 28–30 Herkomerstraße 6 (Lage)              | Elektrizitäts-Aktiengesellschaft Schuckert & Co. Bestandteil des Ensembles: Am Treptower Park | Wohnhaus, 1889                                   |      |
| 09020312 | Am Treptower Park 28–30 Herkomerstraße 6 (Lage)              | G. Feibisch AG Teppich-Fabrik                                                                 | Fabrikgebäude mit Schornstein, 1904, 1910        |      |
| 09020312 | Am Treptower Park 28–30 Herkomerstraße 6 (Lage)              | G. Feibisch AG Teppich-Fabrik                                                                 | Färberei und Wäscherei, 1907                     |      |
| 09020244 | Moosdorfstraße 3–14 Am Treptower Park 24 (Lage)              | Mietshäuser Bestandteil des Ensembles: Am Treptower Park                                      | Moosdorfstraße 3/4, 1908–1910 von Erich Köhn     |      |
| 09020244 | Moosdorfstraße 3–14 Am Treptower Park 24 (Lage)              | Mietshäuser Bestandteil des Ensembles: Am Treptower Park                                      | Moosdorfstraße 5/6, 1908–1910 von Erich Köhn     |      |
| 09020244 | Moosdorfstraße 3–14 Am Treptower Park 24 (Lage)              | Mietshäuser Bestandteil des Ensembles: Am Treptower Park                                      | Moosdorfstraße 10, 1908–1910 von Erich Köhn      |      |
| 09020244 | Moosdorfstraße 3–14 Am Treptower Park 24 (Lage)              | Mietshäuser Bestandteil des Ensembles: Am Treptower Park                                      | Moosdorfstraße 11/12, 1908–1910 von Erich Köhn   |      |
| 09020244 | Moosdorfstraße 3–14 Am Treptower Park 24 (Lage)              | Mietshäuser Bestandteil des Ensembles: Am Treptower Park                                      | Moosdorfstraße 13, 1908–1910 von Erich Köhn      |      |
| 09020244 | Moosdorfstraße 3–14 Am Treptower Park 24 (Lage)              | Mietshäuser Bestandteil des Ensembles: Am Treptower Park                                      | Moosdorfstraße 14, 1908–1910 von Erich Köhn      |      |
| 09020244 | Moosdorfstraße 3–14 Am Treptower Park 24 (Lage)              | Mietshäuser Bestandteil des Ensembles: Am Treptower Park                                      | Fabrik, 1896 von J. Nitsche                      |      |
| 09020244 | Moosdorfstraße 3–14 Am Treptower Park 24 (Lage)              | Mietshäuser Bestandteil des Ensembles: Am Treptower Park                                      | Garagenflügel                                    |      |
| 09020305 | Neue Krugallee 24/30 (Lage)                                  | Wohnhäuser                                                                                    | 1919–1921 von Lohe und Gaedicke                  |      |
| 09020306 | Neue Krugallee 32/52 (Lage)                                  | Siedlung                                                                                      | 1927–1928 von Paul Krebs und Paul Rudolf Henning |      |
| 09020277 | Puderstraße 4–6 Herkomerstraße 7–9, Stuckstraße 13–16 (Lage) | Siedlung                                                                                      | 1927–1928 von Walter Borchard                    |      |

## Baudenkmale
| Nr.      | Lage                                             | Offizielle Bezeichnung                                           | Beschreibung                                                          | Bild                                   |
| -------- | ------------------------------------------------ | ---------------------------------------------------------------- | --------------------------------------------------------------------- | -------------------------------------- |
| 09020287 | Am Treptower Park 17 (Lage)                      | Mietshaus Bestandteil des Ensembles: Am Treptower Park           | 1910–1911 von Ernst Heinrich Katzmann                                 |                                        |
| 09020286 | Am Treptower Park 31 (Lage)                      | Wohnhaus Bestandteil des Ensembles: Am Treptower Park            | 1888 von Paul Höfchen                                                 |                                        |
| 09020327 | Am Treptower Park 32–33 (Lage)                   | Villa (Postgebäude) Bestandteil des Ensembles: Am Treptower Park | 1875                                                                  |                                        |
| 09020268 | Am Treptower Park 34–35 Herkomerstraße 12 (Lage) | Mietshaus mit Vorgarten und Einfriedung                          | 1912–1913 von Friedrich Breitmeier und August Clages                  |                                        |
| 09020268 | Am Treptower Park 34–35 Herkomerstraße 12 (Lage) | Mietshaus mit Vorgarten und Einfriedung                          | Hofstruktur                                                           |                                        |
| 09020326 | Am Treptower Park 36 Puderstraße 1 (Lage)        | Mietshaus Bestandteil des Ensembles: Am Treptower Park           | 1911–1912 von Friedrich Koch                                          |                                        |
| 09020324 | Am Treptower Park 43 Rethelstraße 1 (Lage)       | Mietshaus Bestandteil des Ensembles: Am Treptower Park           | 1910 von A. Schulze                                                   |                                        |
| 09020323 | Am Treptower Park 44 Rethelstraße 10 (Lage)      | Mietshaus Bestandteil des Ensembles: Am Treptower Park           | 1910–1911 von Andre Wischkat                                          |                                        |
| 09020322 | Am Treptower Park 45–46 (Lage)                   | Mietshaus Bestandteil des Ensembles: Am Treptower Park           | 1911–1912 von Wilhelm Haupt                                           |                                        |
| 09020285 | Am Treptower Park 47 (Lage)                      | Mietshaus Bestandteil des Ensembles: Am Treptower Park           | 1910–1911 von Otto Dowe                                               |                                        |
| 09020284 | Am Treptower Park 48 (Lage)                      | Mietshaus Bestandteil des Ensembles: Am Treptower Park           | 1910–1911 von Otto Dowe                                               |                                        |
| 09020302 | Kiehnwerderallee 2 (Lage)                        | Gaststätte Eierhäuschen                                          | Ausflugslokal, 1890–1892, 2023 nach langer Renovierung wiedereröffnet | Eierhäusschen um 1896                  |
| 09020302 | Kiehnwerderallee 2 (Lage)                        | Gaststätte Eierhäuschen                                          | Schuppen                                                              |                                        |
| 09020280 | Neue Krugallee 2/4 (Lage)                        | Rathaus Treptow                                                  | 1909–1910 von Reinhardt & Süßenguth                                   | Rathaus Treptow                        |
| 09020280 | Neue Krugallee 2/4 (Lage)                        | Rathaus Treptow                                                  | Vorgarten 1909–1911, Wiederherstellung nach 1990                      |                                        |
| 09020336 | Neue Krugallee 4 Bulgarische Straße (Lage)       | Fischerbrunnen mit Plastik „Stralauer Fischer“                   | 1916 von Reinhold Felderhoff und Brunnenanlage, 1925                  | Fischerbrunnen mit „Stralauer Fischer“ |
| 09020281 | Neue Krugallee 4 (Lage)                          | Amtshaus                                                         | nach 1876                                                             | Amthaus                                |